# Christoph Heyse
Christoph Heyse, zeitgenössisch auch Christoff Heyße († um 1560),  war ein kursächsischer Beamter. Er war bis zu seiner Entlassung 1548 Amtmann des Amtes Sachsenburg.

## Leben und Wirken
Heyse stammt aus dem magdeburgischen und mansfeldischen Adelsgeschlecht Heyse. Seine genaue Einordnung in den Stammbaum ist noch ungeklärt. Heyse trat in den Dienst der Wettiner, die ihn zu ihrem Amtmann in Sachsenburg ernannten. Da sich Heyse im Schmalkaldischen Krieg gegen den Herzog Moritz positioniert hatte, entließ dieser ihn 1548 aus dem Dienst und forderte ihn auf, das Kurfürstentum Sachsen zu verlassen. Zeitgleich gab es einen Quirin von Heyse, dem 1550 ein Gut in Oldisleben im Amt Sachsenburg gehörte.